# Пески Иводзимы
«Пески Иводзимы» (англ. Sands Of Iwo Jima) — американский военно-исторический фильм, снятый в 1949 году режиссёром Алланом Двоном с Джоном Уэйном в главной роли. Лента рассказывает об одном из важнейших для армии США эпизодов Второй мировой войны. Картина была выдвинута на премию «Оскар» в четырёх номинациях, но не получила ни одной награды.
Премьера состоялась 14 декабря 1949 года в Сан-Франциско, а 28 декабря был показ в Лос-Анджелесе.

## Сюжет
Как вбить в юные горячие головы новобранцев непреложную истину — сержанты гоняют их на плацу и на полигонах не ради собственного садистского удовольствия, а чтобы у них, молодых солдат, был шанс выжить в бою?
Вторая мировая война близится к концу. Здесь, на островах Тихого океана, японцы всё ещё ожесточённо сопротивляются уже набравшей полный ход американской армии. Превращая острова в настоящие крепости — с бетонными бункерами, мощной оборонительной сетью, хорошо вооружённые, японцы надеются остановить флот под звёздно-полосатым флагом. Однако американский флот действует не один. Ему в помощь приданы авиация, которая уже имеет превосходство в воздухе, и, самое главное, — морские пехотинцы. Морпехи — это такие парни, которым стоит лишь приказать, и они ценой своей жизни готовы добиться необходимого результата.
Профессиональный морпех сержант Джон Страйкер не только отдаёт приказы, посылая в пекло войны своих солдат, он ещё и учит их выживать, учит вести бой в команде, а не каждому за себя, учит в сражении быть людьми, но не озверевшими выродками. Только не всякий готов понять и принять философию Страйкера. Молодой Питер Конвей, с отцом которого полковником Конвеем Джон Страйкер когда-то вместе служил, на протяжении многих месяцев стремится противостоять методам командования сержанта. Ему кажется, что Страйкер излишне суров и придирчив к рядовому составу.
Момент истины наступил на острове Иводзима, куда после артподготовки и авиационной бомбардировки забросили подразделения морской пехоты. Этот остров был важен со стратегической точки зрения — с его аэродрома американская авиация могла бомбить жизненно важные центры Японии. Штурм Иводзимы стал самым кровавым эпизодом военных действий на Тихом океане. И в этом месиве многодневного боя проявились основные качества каждого из его участников.
Именно тогда, наконец, дошли до Питера Конвея те нехитрые истины, которые вбивал своей наукой в непокорные солдатские головы геройский сержант Страйкер.

## В ролях
- Джон Уэйн — сержант Джон Страйкер[3]
- Джон Агар — Питер Конвей
- Адель Мара — Эллисон Бромли
- Форрест Такер — Эл Томас
- Уолли Касселл — Бенни Регацци
- Джеймс Браун — Чарли Басс
- Ричард Уэбб — Дэн «Красавчик» Шипли
- Артур Франц — капрал Роберт Данн, рассказчик
- Джули Бишоп — Мэри
- Джеймс Холден — Сомс
- Питер Коу — Джордж Хелленполис
- Ричард Джекел — Фрэнк Флинн
- Дик Уэссел — инструктор по метанию гранат (в титрах не указан)
- Хэл Бэйлор — рядовой Скай Чойнски
- Джон Маггуайр — капитан Джойс
- Уильям Эдвин Селф — рядовой Фаулер

## Создатели фильма
- Режиссёр: Аллан Двон.
- Авторы сценария: Гарри Браун, Джеймс Эдвард Грант. По рассказу Гарри Брауна.
- Композитор: Виктор Янг.
- Оператор: Реджи Ланнинг.
- Монтажёр: Ричард Л. Ван Энгер.

## Награды и номинации
«Оскар»-1950 (4 номинации)
- Лучшая мужская роль — Джон Уэйн
- Лучший литературный первоисточник — Гарри Браун
- Лучший монтаж — Ричард Л. Ван Энгер
- Лучший звук — Republic Studio Sound Department, Дэниэл Дж. Блумберг (звукорежиссёр)

## Дополнительная информация
- В фильме снялись трое солдат из тех, кто 23 февраля 1945 года поднимал национальный американский флаг на горе Сурибати: Рене Ганьон, Айра Хэйес, Джон Брэдли. Кроме того, в съёмках фильма приняли участие офицеры, воевавшие на Тихом океане: Хэролд Шрайер, Дэвид Шуп, Генри Кроу.
- Фотография американских солдат, водружающих флаг над Сурибати, стала знаковой в США; впоследствии по ней создали памятник морским пехотинцам на Арлингтонском кладбище. Американский фотограф Джо Розенталь получил за эту фотографию Пулитцеровскую премию.